# Подгородье (Ивано-Франковская область)
Подгородье (укр. Підгороддя) — село в Рогатинской городской общине Ивано-Франковского района Ивано-Франковской области Украины.
Население по переписи 2022 года составляло 525 человек. Занимает площадь 6,861 км². Почтовый индекс — 77023. Телефонный код — 03435.
К западу от деревни на правом берегу Гнилой Липы расположено городище Рогатина древнерусской эпохи.